# Folketingswahl 1975
- K: 7
- Y: 4
- F: 9
- A: 53
- B: 13
- M: 4
- Sonst.: 4
- Q: 9
- V: 42
- C: 10
- Z: 24

Die Folketingswahl 1975 am 9. Januar waren die 55. Wahl zum dänischen Parlament, dem Folketing. Ausgeschrieben wurde die Wahl am 5. Dezember 1974. Für die Partei Poul Hartling des amtierenden liberalen Ministerpräsidenten Poul Hartling war die Wahl ein ausgesprochener Erfolg, da man seine Stimmzahl nahezu verdoppeln konnte und nur einige Prozentpunkte hinter den führenden Sozialdemokraten lag. Dennoch bedeutete die Neuwahl des Folketing das Ende der Regierungsarbeit Venstres, da nun die Sozialdemokraten erneut eine alleinige Minderheitsregierung unter Anker Jørgensen bildeten. Radikale Venstre und Det Konservative Folkeparti verloren beträchtliche Stimmenanteile, für die Centrum-Demokraterne war nach dem Verlust von fast drei Vierteln ihrer Wählerschaft sogar der Wiedereinzug gefährdet, den sie aber knapp erreichten. Neu ins Parlament eingezogen sind die Venstresocialisterne, während Danmarks Retsforbund nicht mehr die benötigte Stimmenzahl erreichen konnte und daher seine Mandate wieder aufgeben musste.

## Wahlmodus
Wahlberechtigt zur Folketingswahl waren alle dänischen Staatsbürger, die das 20. Lebensjahr vollendet hatten und einen Wohnsitz in Dänemark besaßen. Jeweils zwei Mandate wurden auf den Färöern und auf Grönland vergeben, 175 Mandate wurden im übrigen Dänemark in einer Verhältniswahl vergeben. Dabei wurden zunächst 135 so genannte Wahlkreismandate (kredsmandater) auf die 17 Groß- und Amtskreise (stor- og amtskredse) aufgetrennt und dort nach dem regionalen Stimmverhältnis verteilt. Anschließend wurden landesweit nochmals weitere 40 Ausgleichsmandate (tillægsmandater) ausgegeben, um den Stimmverhältnissen möglichst nahe zu kommen. Für diese Mandatsverteilung galt eine Zwei-Prozent-Hürde, die allerdings mit einem Wahlkreismandat umgangen werden konnte.

## Ergebnisse

### Dänemark
| Partei                                             | Liste              | Stimmen   | Prozent   | ± %       | Sitze     | ± Sitze   |
| -------------------------------------------------- | ------------------ | --------- | --------- | --------- | --------- | --------- |
| Socialdemokratiet Sozialdemokraten                 | A                  | 913.155   | 29,9 %    | +4,3      | 53        | ▲ 7       |
| Venstre, Danmarks Liberale Parti Liberale Partei   | V                  | 711.298   | 23,3 %    | +11,0     | 42        | ▲20       |
| Fremskridtspartiet Fortschrittspartei              | Z                  | 414.219   | 13,6 %    | −2,3      | 24        | ▼ 4       |
| Det Radikale Venstre Sozialliberale                | B                  | 216.553   | 07,1 %    | −4,1      | 13        | ▼ 7       |
| Det Konservative Folkeparti Konservative           | C                  | 168.164   | 05,5 %    | −3,7      | 10        | ▼ 6       |
| Kristeligt Folkeparti Christliche Volkspartei      | Q                  | 162.734   | 05,3 %    | +1,3      | 09        | ▲ 2       |
| Socialistisk Folkeparti Sozialistische Volkspartei | F                  | 150.963   | 05,0 %    | −1,0      | 09        | ▼ 2       |
| Danmarks Kommunistiske Parti Kommunistische Partei | K                  | 127.837   | 04,2 %    | +0,6      | 07        | ▲ 1       |
| Centrum-Demokraterne Zentrumsdemokraten            | M                  | 066.136   | 02,2 %    | −5,6      | 04        | ▼10       |
| Venstresocialisterne Linkssozialisten              | Y                  | 063.579   | 02,1 %    | +0,6      | 04        | ▲ 4       |
| Danmarks Retsforbund Gerechtigkeitsbund            | E                  | 054.095   | 01,8 %    | −1,1      | 0         | ▼ 5       |
| Parteilose                                         | Parteilose         | 000.539   | 00,0 %    | −0,0      | 0         | –         |
|                                                    |                    |           |           |           |           |           |
| Wahlberechtigte                                    | Wahlberechtigte    | 3.477.621 | 3.477.621 | 3.477.621 | 3.477.621 | 3.477.621 |
| Abgegebene Stimmen                                 | Abgegebene Stimmen | 3.068.302 | 3.068.302 | 3.068.302 | 3.068.302 | 3.068.302 |
| Gültige Stimmen                                    | Gültige Stimmen    | 3.049.452 | 3.049.452 | 3.049.452 | 3.049.452 | 3.049.452 |
| Wahlbeteiligung                                    | Wahlbeteiligung    | 88,2 %    | 88,2 %    | 88,2 %    | 88,2 %    | 88,2 %    |

### Färöer
| Partei                             | Stimmen | Prozent | ± %    | Sitze  | ± Sitze |  |
| ---------------------------------- | ------- | ------- | ------ | ------ | ------- |  |
| Javnaðarflokkurin Sozialdemokraten | 4.112   | 29,7 %  | +1,1   | 1      | ▬ 0     |  |
| Tjóðveldisflokkurin Republikaner   | 3.563   | 25,7 %  | +0,6   | 1      | ▬ 0     |  |
| Sambandsflokkurin Unionisten       | 3.219   | 23,2 %  | +4,0   | 0      | –       |  |
| Fólkaflokkurin Volkspartei         | 2.957   | 21,4 %  | +1,0   | 0      | –       |  |
|                                    |         |         |        |        |         |  |
| Wahlberechtigte                    | 24.630  | 24.630  | 24.630 | 24.630 | 24.630  |  |
| Abgegebene Stimmen                 | 13.880  | 13.880  | 13.880 | 13.880 | 13.880  |  |
| Gültige Stimmen                    | 13.851  | 13.851  | 13.851 | 13.851 | 13.851  |  |
| Wahlbeteiligung                    | 56,4 %  | 56,4 %  | 56,4 % | 56,4 % | 56,4 %  |  |

### Grönland
Beginnend ab dieser Wahl ist Grönland ein einzelner Wahlkreis. Zuvor wurden die beiden Mandate, die in Grönland vergeben werden, auf zwei Wahlkreise aufgeteilt.
| Partei             | Partei             | Stimmen | Prozent | Sitze  | ± Sitze |  |
| ------------------ | ------------------ | ------- | ------- | ------ | ------- |  |
| Kandidatenbund     | Kandidatenbund     | 9.521   | 57,2 %  | 1      |         |  |
|                    | Lars Emil Johansen | 7.775   | 46,7 %  | 1      | ▲ 1     |  |
|                    | Odak Olsen         | 1.746   | 10,5 %  | 0      | –       |  |
| Kandidatenbund     | Kandidatenbund     | 7.128   | 42,8 %  | 1      |         |  |
|                    | Nikolaj Rosing     | 3.628   | 21,8 %  | 1      | ▲ 1     |  |
|                    | Knud Hertling      | 3.490   | 21,0 %  | 0      | ▼ 1     |  |
|                    |                    |         |         |        |         |  |
| Wahlberechtigte    | Wahlberechtigte    | 24.838  | 24.838  | 24.838 | 24.838  |  |
| Abgegebene Stimmen | Abgegebene Stimmen | 17.070  | 17.070  | 17.070 | 17.070  |  |
| Gültige Stimmen    | Gültige Stimmen    | 16.649  | 16.649  | 16.649 | 16.649  |  |
| Wahlbeteiligung    | Wahlbeteiligung    | 68,4 %  | 68,4 %  | 68,4 % | 68,4 %  |  |